# 橫貫鐵路2
橫貫鐵路2（英語：Crossrail 2）是英國大倫敦地區的已擱置鐵路計劃，連接東南英格蘭、大倫敦和東英格蘭的混合通勤铁路和地鐵路綫或系統，从薩里郡東北部由南至北貫穿整個大倫敦到赫特福德郡南部。規劃路綫将途经倫敦核心地帶，包括貝爾格萊維亞（维多利亚）、聖吉爾（托登罕宮路）及尤斯頓聖潘克拉斯，並將连接國鐵的西南主線与西盎格利亞主线。計劃的主要目的是要缓解2030年代從市郊甚至大倫敦以外地區通往伦敦市中心的通勤铁路线上可能出现的严重拥挤。最初提出時，相關工程計劃在2023年左右展開，並於2030年代初通車。當時該項目的成本估計為312億英鎊。
該線路將是自2000年以來首都的第四個主要鐵路項目（東倫敦線延線於2010年5月開通、泰晤士連線於2018年開通、橫貫鐵路於2022年5月開通）。英國全國鐵路曾預測在地鐵服務較差的郊區和旅遊目的地，鐵路服務將會變得過度擁擠，因此呼籲建造更多新線路。再加上尤斯頓車站被指定為2號高速鐵路的終點站，跨倫敦線路的提議變得更加重要。
英國政府與倫敦交通局於2020年11月1日宣布，英國政府將撥款18億英鎊予倫敦交通局作為緊急2019冠状病毒病資金，但條件是擱置橫貫鐵路2計劃。自此該計劃遭到擱置。
該項目早期被稱為車路士—哈克尼線（又稱車路尼綫）。自1970年以來，該線的線路規劃以各種形式存在，最初是作為地鐵服務，後來則改為標準鐵路。

## 2015年公眾諮詢時的方案
方案來源：

### 核心段
核心段將為新建的鐵路隧道，並計劃提供每小時30班列車（單方向）：
- 達爾斯頓 （達爾斯頓交匯—達爾斯頓京士蘭 ）
- 天使
- 尤斯頓聖潘克拉斯            （1號高速鐵路、2號高速鐵路、東海岸主線、米德蘭主線、西海岸主線、泰晤士連線）
- 托登罕宮路
- 維多利亞      （布萊頓主線、查塔姆主線）
- 國王路車路士 — 橫貫鐵路2計劃中惟一一個全新車站
- 克拉珀姆交匯   （西南主線、布萊頓主線、滑鐵盧 - 雷丁線）
- 圖廳大道  或 巴勒姆  [10]
- 溫布頓     （西南主線、泰晤士連線：瑟頓環線）

### 北段分支
鐵路隧道會於達爾斯頓以北分歧為兩個分支，每個分支計劃提供每小時10-15班列車（單方向）。

#### 西北分支
西北分支繼續為新建隧道：
- 七姊妹 - 南托特納姆 [11]
- 登碧巷  和 亞歷山德拉宮   （泰晤士連線、北城市線、赫特福德副線） 或 伍德格林  [12]
- 新南門  — 鐵路會於到達該站前抵達地面，並於通過該站後抵達車廠[13]

#### 東北分支
東北分支將會以接駁達爾斯頓站至托登罕谷站，鐵路會於抵達托登罕谷前到達地面，並匯入西盎格利亞主線。列車將以布羅克斯本為北端總站。

### 東向支綫延伸計劃
2015年的公眾諮詢中亦有提出於天使和達爾斯頓之間向東分支，新建鐵路隧道以接駁哈克尼中央站：
- 哈克尼中央 / 哈克尼唐斯  （李河谷線）

### 西南段
鐵路於溫布頓站以南抵達地面後，會匯入西南主線慢線，並提供每小時4-20班列車（因車站而異）服務。
- 雷恩斯公園 （每小時12班列車）
- 莫茨普爾公園 （每小時8-10班列車[14]）
- 切辛頓支線 往切辛頓南（每小時4班列車，該支線將只提供前往橫貫鐵路2核心段的列車服務[15]）
- 雷恩斯公園 - 埃普索姆線 往埃普索姆 （每小時4-6班列車，該線將繼續有其他國鐵列車服務[16]）
- 新莫爾登 （每小時10-12班列車）
- 漢普敦宮支線 往漢普敦宮 （每小時4班列車，途經  瑟比頓、該支線將只提供前往橫貫鐵路2核心段的列車服務[17]）
- 金斯頓環線 （經  金斯頓，該環線將繼續有其他國鐵列車服務）（每小時6-8班列車往特丁頓  ，其中4班列車繼續前往謝珀頓  [18]）

## 倫敦交通局諮詢

### 2013年諮詢
2013年5月，倫敦交通局開始就兩種可能的鐵路方案進行公眾諮詢：
- 地鐵：溫布頓–倫敦市中心–天使–亞歷山德拉宮（全線皆為地底）
- 區域鐵路：特威克納姆/瑟比頓/埃普瑟姆–溫布頓–倫敦市中心–天使–亞歷山德拉宮（全線皆為地底）以及 天使–切森特。

倫敦交通局於2013年11月29日公佈了諮詢結果，結果顯示該計畫得到了廣泛支持。96%的受訪者支持或強烈支持該計劃，2%的受訪者反對或強烈反對。區域鐵路走線比地鐵走線獲得更多支持，84%的受訪者支持或強烈支持區域鐵路走線，而支持地鐵走線的比例為73%。
最強烈反對橫貫鐵路2計劃的聲音來自肯辛頓和切爾西區的居民，這是唯一一個超過5%受訪者（16%）強烈反對該計劃的地區。該地區近20%的受訪者反對或強烈反對該計劃；所有其他領域的相應百分比均未超過10%。

### 2014年諮詢
2014年6月，倫敦交通局針對2013年提案的小幅修改進行公眾諮詢。提議的改動大致分為三個領域：將亞歷山德拉宮分支延伸至新南門站；搬遷或省去車路士站；並將兩個北部分支的分歧點移至達爾斯頓交匯或哈克尼唐斯站以北，並僅途經該兩車站其中之一。

### 2015年咨詢
2015年10月，倫敦交通局將再修改後的提案進行公眾諮詢。計劃走線的修改主要有以下方面：
- 雖然圖廳大道站和巴勒姆站均是倫敦地鐵北線的車站，但巴勒姆站亦提供國鐵服務。因此設站於巴勒姆可讓乘客轉乘更多鐵路服務，是更佳選擇
- 橫貫鐵路2列車不再服務金斯頓環線的剩餘車站（草莓山及特威克納姆站）[23]
- 除了於登碧巷及亞歷山德拉宮設站外，方案增加了略過兩站、但改於伍德格林設站的選擇，以支持哈林蓋區實現重建伍德格林高街的計劃。該高街位於伍德格林的主要零售區，並提供商店、休閒場所和服務設施[12]

2015年1月，薩里郡議會發表了一份詳細報告，遊說倫敦交通局考慮將西南分支延伸至多爾金和沃金。

## 造價及撥款
以2014年的通脹計算，該計劃的成本估計為270至320億英鎊，其中包括新列車和英國鐵路網公司鐵路工程的成本。然而，倫敦交通局認為，2017年該項目的全部成本可能為450億英鎊。為了緩解資金問題，倫敦交通局建議將資金分散到更長的時期，並在2040年代（最初預測通車日期十年後）完成該項目。
在2016年的預算中，財政部為該項目開了綠燈，並撥款8000萬英鎊用於發展該項目，目的是在2020年之前（即當屆議會任期結束前）提出一項混合法案。
在2017年秋季預算中，財政部僅表示將「繼續與倫敦交通局合作，為橫貫鐵路2制定公平且負擔得起的計劃，包括對資金和融資進行獨立審查」。2018年3月2日，時任英國運輸大臣（為埃普瑟姆和尤厄爾區代表，其中一條西南支線的預期終點站埃普瑟姆就是位於該選區）宣布，邁克·杰拉德（Mike Gerrard）將領導財政部所需的獨立負擔能力審查，該審查預計將在2018年夏季完成。
倫敦市長曾打算以與原來的橫貫鐵路項目相同的方式收取市長社區基礎設施稅。
2020年11月1日，作為政府和倫敦交通局商定的18億英鎊2019冠状病毒病財務復甦計劃的一部分，建造橫貫鐵路2的融資計劃被推遲，該計劃還要求進一步研究無人駕駛橫貫鐵路2列車的選項。儘管該項目的土地將受到保護，但大多數諮詢工作將有序結束。

## 歷史

### 1970年代
1970年，倫敦交通委員會的倫敦鐵路研究提出了一條西南至東北的地鐵線，作為維多利亞線和弗利特線（現為銀禧線）竣工後的下一個項目。這條路線旨在緩解區域線、中央線和維多利亞線的壓力，並連接兩個沒有地鐵服務的地區。該線將接管區域線的溫布頓支線溫布頓至帕森綠地段，然後沿著新的地下線路經過奧德維奇（在那裡將接管當時皮卡迪利線前往霍本的接駁班車）；並在經過法靈頓、老街和肖迪奇後到萊頓斯通，隨後接管中央線的埃平分支。由於財務原因，該線沒有建成，但相關想法仍然存在。

### 1980年代
繼1989年中倫敦鐵路研究之後，一條穿過倫敦市中心的路廊得到發展條例保障。由於該路線將同時服務國王十字和國王路，因此建議將其命名為國王線。然而，最終英國政府決定優先建設銀禧線延長線，該計畫所以再度被推遲。

### 1990年代
1995年出現了替代的快速地鐵計劃，該計劃將利用更多現有軌道，減少車站數量，並按照國家鐵路標準建造。它將利用東普特尼到維多利亞的三條路線中的其中一條：
- 東普特尼 - 帕特尼橋 - 帕森綠地 - （進入新建隧道）- 富勒姆大道 - 國王路車路士 - 斯隆廣場 - 維多利亞
- 東普特尼 - 旺茲沃思鎮 - 克拉珀姆交匯 - （進入新建隧道）- 國王路車路士 - 斯隆廣場 - 維多利亞
- 東普特尼 - 旺茲沃思鎮 - 克拉珀姆交匯 - 巴特西 -（進入新建隧道）- 斯隆廣場 - 維多利亞

由南至北經過托登罕宮路、國王十字、高貝里及伊斯靈頓、達爾斯頓京士蘭和哈克尼中央站後，路線將分為兩個分支，其中一條分支將取用北倫敦線霍默頓至北伍利奇段，另一分支則取用中央線萊頓至埃平段。北倫敦線斯特拉福德至景寧鎮段、海關樓至北伍利奇段現已分別成為碼頭區輕便鐵路和伊麗莎白綫的一部分。

### 2000年代
2000年的倫敦東西研究考慮了橫貫鐵路、車路士-哈克尼線以及兩者的組合，從溫布頓經托登罕宮路到托登罕宮路。研究假設採用主線軌距，省略皮卡迪利廣場站。車路士-哈克尼線區域地鐵版本會在北部分歧，一個分支通過達爾斯頓接管中央線的埃平分支，另一個分支到芬斯伯里公園，然後利用北部高地計劃廢棄的路線，接管北線高巴尼特支線。快速地鐵選項將在東海岸主線上運行。
儘管一些評論者支持車路士-哈克尼線，橫貫鐵路於2007年率先獲得批准，車路士-哈克尼線則計劃在橫貫鐵路於2018年竣工後實施。

## 支持及反對聲音

### 支持
2013年，時任倫敦市長鮑里斯·約翰遜表示：「現在的關鍵問題不是橫貫鐵路2是否應該建設，而是我們能多快建成」。作為首相的他在2022年5月伊麗莎白線開通紀念活動中重申了他對該項目的支持。
現任倫敦市長薩迪克·汗和前運輸大臣克里斯·葛瑞林也支持該提案。
英格蘭東南部和倫敦多個地方議會於2017年4月13日發表公開信，表達對橫貫鐵路2的支持。2017年4月的ITV新聞報道稱，「數十名國會議員」支持橫貫鐵路 2 。
倫敦交通局在2017年進行公眾諮詢後，菲茨羅維亞夥伴（Fitzrovia Partnership）報告稱，96%的受訪者支持橫貫鐵路2，80%的受訪者更喜歡區域鐵路選項。
倫敦商會和大曼徹斯特商會亦分別於2017年7月和9月宣布支持橫貫鐵路2
。
在2022年5月伊麗莎白線開通儀式上，鮑里斯·約翰遜表示「政府應該『繼續』建設橫貫鐵路2」，但他也澄清說，商業論證需要由倫敦交通局編寫和提出。

### 反對
2014年，倫敦交通局宣布，蘇豪區的藝術影院Curzon電影院所在地已被確定為“可能需要建造橫貫鐵路2售票廳”的區域，並且“計劃對上述場地進行重建，方案可能包括一個替代電影院”。2015年，「拯救蘇豪」運動組織主席稱這項發展「令人深感擔憂」。
溫布頓站的計畫涉及溫布頓市中心部分地區的重建，包括Center Court購物中心。默頓委員會針對該計劃發表了長達七頁的跨黨派反對意見。
在2017年確認繼續支持橫貫鐵路2的公告後不久，政府就宣佈縮減擬議的鐵路電氣化項目（這將特別有利於威爾斯和英格蘭北部）。從長遠來看，資金已被指定用於匹配倫敦預計的大規模人口增長。所有這些預測都基於人們希望居住的地方、將創造就業機會以及相應設定2015-2030年住房目標的假設，並與其他地區的低增長預測形成鮮明對比，而實際上這些因素都可被政府政策改變。大曼徹斯特市長安迪·伯納姆認為，相對於英國其他地區，中央政府實際上不適當和不平衡地賦予了倫敦和英格蘭東南部優先撥款的權利。

## 命名
在1970至90年代間，提案根據所服務的目的地被稱為“車路士-哈克尼線”。仿照貝克盧線的字詞混合範例，該線獲得了“車路尼綫”的綽號。
2000年代，基於東西向的橫貫鐵路項目，車路士-哈克尼線被稱為橫貫鐵路2 。2014年，倫敦市長鮑里斯·約翰遜呼籲未來將橫貫鐵路2以溫斯頓·邱吉爾的名字命名為「邱吉爾線」。

## 外部鏈接
- 官方网站